# توني دوكرتي
توني دوكرتي (بالإنجليزية: Tony Docherty)‏ هو مدرب كرة قدم ولاعب كرة قدم بريطاني في مركز الوسط، ولد في 24 يناير 1971 في East Kilbride ‏ في المملكة المتحدة. لعب مع دونفرملين أثلتيك وكامبريدج يونايتد ونادي ألبيون روفرز ونادي ستيرلينغ ألبيون ونادي ستيرلينغشير الشرقية.